# 石綿による健康被害の救済に関する法律
石綿による健康被害の救済に関する法律（いしわたによるけんこうひがいのきゅうさいにかんするほうりつ、平成18年2月10日法律第4号）は、石綿（アスベスト）による健康被害の特殊性にかんがみ、石綿による健康被害を受けた者およびその遺族に対し、医療費等を支給するための措置を講ずることにより、石綿による健康被害の迅速な救済を図ることに関する日本の法律である。
2006年（平成18年）2月10日に公布、2006年（平成18年）3月27日施行。
石綿を吸入したことによる健康被害が社会問題となったことから、医療費を給付することなどにより被害の救済を行い、また、遺族への特別給付金の支給を行うために、環境省と厚生労働省の主導により制定された法律である。独立行政法人環境再生保全機構から救済給付が支給される。

## 支給対象者
日本国内において石綿を吸入することにより指定疾病にかかった者（労災の対象となる者等は除く）又はその遺族。

### 指定疾病
中皮腫、気管支又は肺の悪性新生物（肺がん・気管支がん）、著しい呼吸機能障害を伴う石綿肺、著しい呼吸機能障害を伴うびまん性胸膜肥厚。

## 支給内容
- 医療費：医療費の自己負担分全額（公費負担医療）
- 療養手当：月103,870円
- 葬祭料：199,000円
- 特別遺族弔慰金：施行日の前日（2006年3月26日）まで死亡した者の遺族に支給　2,800,000円
- 特別葬祭料：施行日の前日（2006年3月26日）まで死亡した者の遺族に支給　199,000円
- 救済給付調整金：施行日の前日（2006年3月26日）まで指定疾病にかかり、2006年3月27日~2008年3月26日に死亡した者の遺族に対し医療費及び療養手当の合計額と特別遺族弔慰金の差額分を遺族に支給
  - 著しい呼吸機能障害を伴う石綿肺及び著しい呼吸機能障害を伴うびまん性胸膜肥厚については施行日が2010年（平成22年）7月1日となり、施行日の前日は2010年6月30日となる

## 支給手続
環境再生保全機構（地方環境事務所や保健所を経由して申請することも可）に日本国内において石綿を吸入することにより指定疾病にかかった旨の認定を申請し、石綿健康被害医療手帳の交付を受けて、機構に各給付の申請をする。認定の有効期限は5年であり、5年ごとに更新申請をする必要がある。

## 一般拠出金・特別拠出金
労災保険及び船員保険の適用事業主は一般拠出金を労働保険の納付と同時に行う必要がある。労災保険の一般拠出金は1000分の0.05（2014年度<平成26年度>からは1000分の0.02）である。全ての事業主に一般拠出金を求める理由として、石綿を利用した発電所による電力の供給や石綿を利用した建築物を使用しており、全ての事業主が石綿による利益を受けてきたことがその根拠とされている。
さらに、石綿を扱う事業者は特別拠出金も納付する必要がある。

## 特別遺族給付金
労災保険の対象となって指定疾病等に罹患し、2001年（平成13年）3月26日まで死亡した者で、時効により労災保険を受けられない遺族に対し、2009年（平成21年）3月27日まで申請することができた。